# بن ليمون
بن ليمون (بالإنجليزية: Ben Lemon)‏ هو ممثل أمريكي، ولد في 21 مايو 1955 في الولايات المتحدة.

## أعمال

### أفلام
- (1990) موت قاسي 2[1][2][3]
- (1997) كاذب كاذب[4]

## وصلات خارجية
- بن ليمون على موقع IMDb (الإنجليزية)